# Гіпотеза темного лісу
Гіпотеза темного лісу — це припущення, що у Всесвіті існує багато інопланетних цивілізацій, але вони мовчазні та ворожі, оскільки бояться бути знищеними іншою ворожою і невиявленою цивілізацією, тому зберігають свою невидимість. Це одне з багатьох можливих пояснень парадоксу Фермі, який протиставляє відсутність контакту з інопланетним життям потенційній можливості такого контакту. Гіпотеза отримала свою назву від роману Лю Цисіня 2008 року «Темний ліс», хоча сама концепція передує роману.

## Передісторія
Немає жодних достовірних або відтворюваних доказів того, що інопланетяни відвідували Землю або намагалися встановити з нами контакт. Не було виявлено жодних сигналів та переконливих доказів існування розумного позаземного життя. Це суперечить загальним спостереженням, які свідчать, що:
- Всесвіт наповнений надзвичайно великою кількістю планет, серед яких, ймовірно, деякі мають умови, сприятливі для життя[3];
- Наземне життя розширюється, доки не заповнить усі придатні для нього ніші[7].

Ці суперечливі факти складають основу парадоксу Фермі.

## Концепція
Гіпотеза «темного лісу» передбачає, що будь-яка космічна цивілізація розглядає будь-яке інше розумне життя як неминучу загрозу і тому знищуватиме будь-яке зароджуване життя, яке дасть про себе знати. В результаті, дослідження електромагнітного випромінювання не виявлять доказів існування розумного позаземного життя.
Подібну гіпотезу під назвою «смертельні зонди» (див. Гіпотеза Берсерка) описав астроном і письменник Девід Брін у своєму викладі аргументів за і проти парадоксу Фермі 1983 року.
Назва гіпотези походить від роману Лю Цисіня 2008 року «Темний ліс», де описується «темний ліс», наповнений «озброєним мисливцем (мисливцями), що прокрадаються крізь дерева, немов привиди». Згідно з гіпотезою «темного лісу», оскільки наміри будь-якої нової цивілізації, з якою встановлено контакт, неможливо передбачити з цілковитою впевненістю, то в разі зустрічі з нею краще діяти на випередження і атакувати першими, щоб уникнути потенційного вимирання власного виду. Роман детально висвітлює занепокоєння Лю щодо контактів з інопланетянами.

## Зв'язок з іншими запропонованими розв'язками парадоксу Фермі
Гіпотеза Берсерка, також відома як «сценарій смертоносних зондів», припускає існування самовідтворюваних машин, які прагнуть знищити органічне життя. Назва походить від оповідань Фреда Сабергагена, написаних у 1960-х роках. Гіпотеза темного лісу відрізняється від гіпотези Берсеркера тим, що згідно з першою, багато інопланетних цивілізацій все ще можуть існувати за умови підтримки невидимості. Першу гіпотезу можна розглядати як окремий випадок другої, у випадку якщо смертоносні зонди відправляються лише до зоряних систем, які проявляють ознаки розумного життя (наприклад, через дефіцит ресурсів).

## Теорія ігор
Гіпотеза темного лісу є окремим випадком «послідовної та неповної інформаційної гри» в теорії ігор.
У теорії ігор «гра з послідовною та неповною інформацією» — це гра, в якій гравці приймають рішення послідовно, причому кожен гравець має обмежені знання про вибір та стратегії інших. У випадку такої гри єдиною умовою перемоги є подальше виживання. Додатковим обмеженням у випадку «темного лісу» є дефіцит життєво важливих ресурсів. «Темний ліс» можна вважати «грою розширеної форми», де кожен «гравець» має такі можливі дії: знищити іншу цивілізацію, відому гравцеві; повідомляти інші цивілізації про своє існування; або нічого не робити.

## Науково-фантастичні версії
На додаток до романів Фреда Саберхагена серії «Берсерк», варіації цих ідей використовувалися і в інших науково-фантастичних оповіданнях. У 1987 році автор наукової фантастики Грег Бер досліджував цю концепцію, яку він назвав «запеклими джунглями», у своєму романі «Кузня Бога». У "Кузні Бога " людство порівнюється з немовлям, яке плаче у ворожому лісі: «Одного разу в лісі загубилося немовля, яке щосили плакало, дивуючись, чому ніхто не відповідає, і привертаючи увагу вовків». Один з персонажів пояснює: «Ми вже понад століття сидимо на своєму дереві, цвірінькаємо, як дурні птахи, і дивуємося, чому інші птахи не відповідають. Галактичне небо повне яструбів, ось чому. Планети, які не знають, що краще помовчати, стають жертвами».
Термін «темний ліс» був введений у 2008 році письменником-фантастом Лю Цисінем у романі «Темний ліс». У романі гіпотезу «темного лісу» вводить персонаж Є Веньцзе, відвідуючи могилу своєї дочки. Вона вводить три ключові аксіоми в нову галузь, яку вона описує як «космічну соціологію»:
1. «Припустимо, що у Всесвіті існує величезна кількість цивілізацій, яка дорівнює кількості спостережуваних зірок. Їх дуже багато. Ці цивілізації складають космічне суспільство. Космічна соціологія — це наука, що вивчає природу цього надсуспільства.»[19].
2. «Припустимо, що виживання є першочерговою потребою цивілізації.»
3. «Припустимо, що цивілізації безперервно розширюються з часом, але загальна кількість матерії у Всесвіті залишається незмінною».

Єдиний логічний висновок з прийняття цих аксіом, а також двох інших міркувань, «ланцюга підозри» та «технологічного вибуху» полягає в тому, що будь-яка цивілізація, яка розкрила себе, буде розглядатися як безпосередня екзистенційна загроза принаймні деякими іншими цивілізаціями, деякі з яких будуть намагатися знищити цивілізацію, яка дала про себе знати.
У третій книзі трилогії перспектива мисливців у «Темному лісі» додатково ілюструється через інопланетного персонажа на ім'я Сінгер, який вважає, що розумне життя, яке не боїться темного лісу, «розширюватиметься та атакуватиме без страху». Іншими словами, цивілізації, що бояться темного лісу, є доброзичливими, а цивілізації, які розкривають себе, є ворожими, а мисливці є правоохоронцями та захисниками.